# Custo Unitário Básico
CUB (Custo Unitário Básico) é um indicador monetário que mostra o custo básico para a construção civil. Seu objetivo básico é disciplinar o mercado de incorporação imobiliária, servindo como parâmetro na determinação dos custos do setor da construção civil.
No dia 16 de dezembro de 1964, com a publicação da lei nº 4.591 (art.54),  o sindicato da Indústria da Construção Civil de cada estado Brasileiro(SINDUSCON) passou a calcular e publicar, até o dia 5 de cada mês, as diversas especificações do Custo Unitário Básico por metro quadrado de construção .
Chega-se a ele através da pesquisa dos preços de diferentes insumos empregados na construção. No Brasil, a cesta utilizada é composta de quarenta produtos, cinco categorias profissionais e um equipamento. Mudando-se a proporção de participação de cada um desses componentes, são obtidos os CUB`s específicos dos diferentes tipos de construção - industrial, comercial e residencial. Por exemplo, na área residencial é calculado um CUB específico de acordo com o número dormitórios da construção e a classe do imóvel. 
É calculado com base nos diversos projetos-padrão representativos (1, 4, 8 ou 12 pavimentos; 2 ou 3 quartos, nos padrões de acabamento baixo, normal e alto) levando-se em conta os lotes básicos de insumos (materiais, mão-de-obra e equipamentos) com seus respectivos pesos constantes anteriormente da NB-140/64, hoje NBR – 12721/99, da Associação Brasileira de Normas Técnicas – ABNT.
Portanto, existem valores diferentes de CUB de acordo com a categoria da construção. A média de todos eles é conhecido como Custo Unitário Básico médio (CUBm). Esse é o indicador mais utilizado e divulgado pela mídia. Desde 1987, ele também tem sido frequentemente empregado como indexador de contratos no mercado financeiro.
É importante observar que o CUB representa um custo parcial da obra e não o global, isto é, não leva em conta os demais custos adicionais de uma obra como elaboração dos projetos arquitetônicos e de execução, bem como o custo de sua aprovação junto aos órgão governamentais competentes (geralmente a prefeitura municipal) elevadores, fundações especiais, instalações prediais (água, luz e esgoto) etc.
Website desenvolvido pela CBIC - Câmara Brasileira da Indústria da Construção para divulgação do CUB - CUB